# Laubach (Priestewitz)

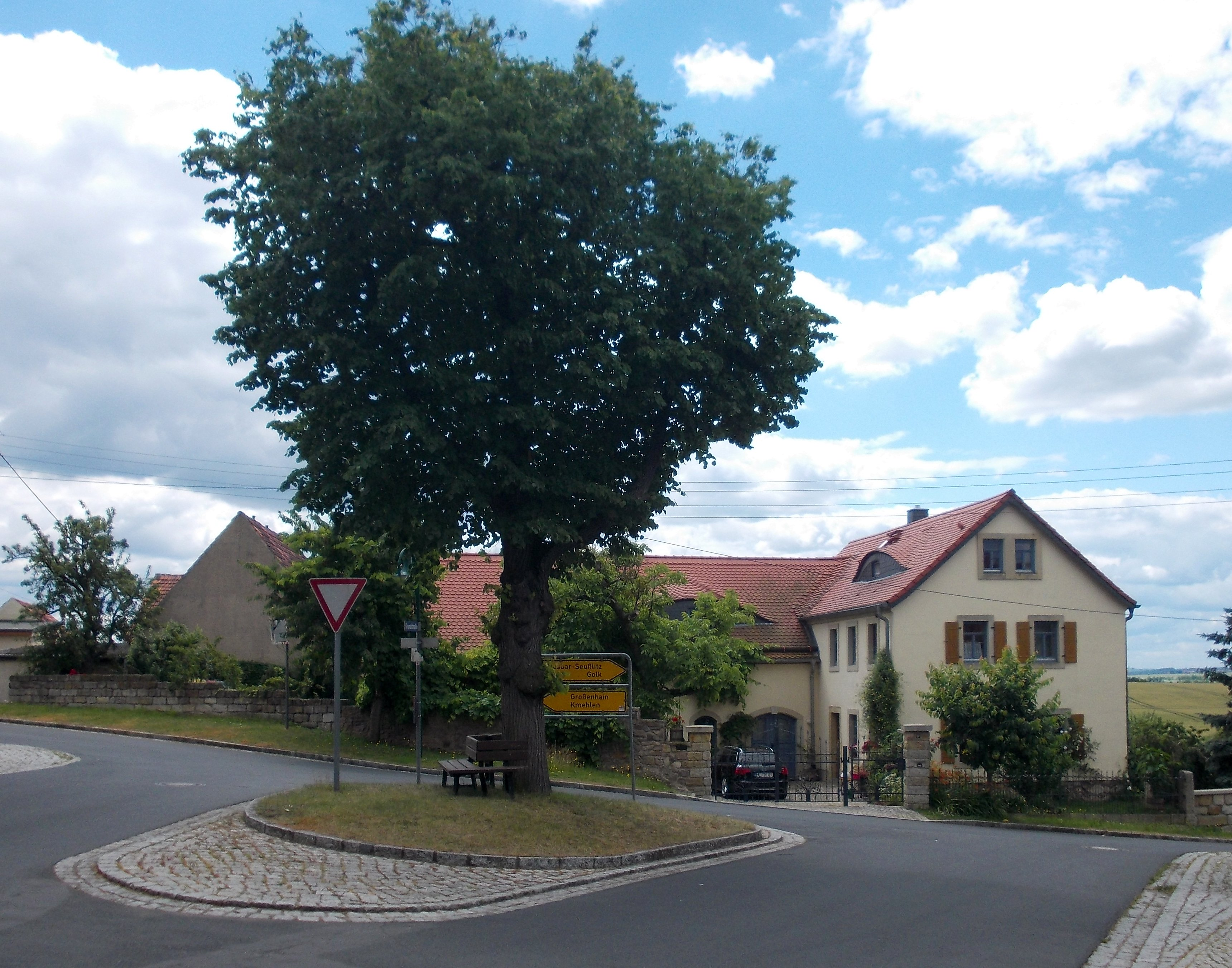
Hof in Laubach (Gemeinde Priestewitz)

Laubach ist ein Ortsteil der Gemeinde Priestewitz im Landkreis Meißen in Sachsen.

## Geografie und Verkehrsanbindung
Der Ort liegt südwestlich des Kernortes Priestewitz an der K 8553. 
Südlich fließt der Kmehlenbach und am nördlichen Ortsrand der Seußlitzer Bach. Nordwestlich erstreckt sich das Naturschutzgebiet Seußlitzer Grund. Etwas weiter westlich fließt die Elbe. Östlich verläuft die B 101. Eine Buslinie verbindet Laubach unter anderem mit Großenhain und Priestewitz.